# Billardia hyalina
Billardia hyalina is een hydroïdpoliep uit de familie Lafoeidae. De poliep komt uit het geslacht Billardia. Billardia hyalina werd in 2003 voor het eerst wetenschappelijk beschreven door Vervoort & Watson. 